# Miscellen aus der neuesten ausländischen Literatur
Die Miscellen aus der neuesten ausländischen Literatur erschienen von 1814 bis 1851, zunächst in der Expedition der Minerva in Leipzig, dann im Verlag August Schmid und Compagnie und schließlich in der Bran’schen Buchhandlung in Jena. Insgesamt erschienen 149 Bände. Allerdings findet sich erst ab dem Jahr 1819 mit der Veröffentlichung von Band 21 Brans Name auf der Titelseite der Zeitschrift. Im Untertitel wurde sie als „ein periodisches Werk politischen, historischen, statistischen und literarischen Inhalts“ bezeichnet.

## Geschichte und Inhalt
Der Gründer der Reihe und erste Herausgeber, Friedrich Alexander Bran, verstand seine Zeitschrift laut Untertitel als „periodisches Werk, politischen, historischen, statistischen, geographischen und literarischen Inhalts“. Die Miscellen waren dafür gedacht, „Bruchstücke aus den interessantesten Werken, die in fremden Sprachen erscheinen“, zu liefern. (1814, Heft 1, Rückseite des Heftumschlags). Viele Beiträge waren Teilabdrucke aus Büchern, die in Brans Verlag veröffentlicht wurden. Die Zeitschrift erschien in unregelmäßigen Abständen und ohne festen Seitenumfang. Einigen Ausgaben wurde ein Kupferstich beigegeben. Häufig wurden die Texte in mehreren Fortsetzungen abgedruckt. In den ersten Bänden der Zeitschrift waren die Französische Revolution und die napoleonischen Kriege Hauptthemen. Auch noch in den dreißiger Jahre beschäftigt sich die Zeitschrift immer wieder mit dem Thema Napoleon sowie den Entwicklungen in Europa und Nordamerika.
Nach seinem Tod 1831 wurden die Zeitschrift von Bans Sohn Friedrich fortgeführt.